# Heterophasia
Heterophasia là một chi chim trong họ Leiothrichidae.

## Các loài
- Heterophasia annectans
- Heterophasia capistrata
- Heterophasia gracilis
- Heterophasia melanoleuca
- Heterophasia desgodinsi
- Heterophasia auricularis
- Heterophasia pulchella
- Heterophasia picaoides